# Namorik
Namorik – miejscowość na Wyspach Marshalla; na atolu Namorik; 727 mieszkańców (2006). Przemysł spożywczy, ośrodek turystyczny.